# Steve Cram
Steve Cram CBE (Gateshead, 14 de outubro de 1960) é um ex-atleta britânico de meio-fundo, campeão mundial e medalhista de prata olímpico dos 1500 metros. Corredor da mesma geração de Sebastian Coe e  Steve Ovett, dois campeões olímpicos britânicos dos 800 m e 1500 m, ele foi recordista mundial dos 1500 metros e da milha, estabelecendo os dois recordes durante um período de apenas 19 dias em 1985. É o primeiro campeão mundial dos 1500 m, conquistando a medalha de ouro da prova no Campeonato Mundial de Atletismo de 1983, em Helsinque. No ano seguinte conquistou a prata olímpica em Los Angeles 1984, perdendo o ouro exatamente para Sebastian Coe.
Por serviços prestados ao esporte britânico foi outorgado com os títulos de Membro da Ordem do Império Britânico (MBE) em 1986 e Comandante da Ordem do Império Britânico (CBE) em 2015. Hoje ele atua como presidente da COCO (Comrades of Children Overseas), uma organização sem fins lucrativos que proporciona educação a crianças pobres em lugares remotos da África Oriental.